# Francis Seymour-Conway (2. markiz Hertford)
Francis Ingram Seymour-Conway (ur. 12 lutego 1743, zm. 28 czerwca 1822 w Londynie) – brytyjski arystokrata i polityk, najstarszy syn Francisa Seymour-Conwaya, 1. markiza Hertford i lady Isabelli FitzRoy, córki 2. księcia Grafton.
Zasiadał w Izbie Gmin w latach 1766–1768 z okręgu Lostwithiel i w latach 1768–1794 z okręgu Orford. Po śmierci ojca w 1794 r., jako 2. markiz Hertford, zasiadał w Izbie Lordów. Lord Skarbu w latach 1774–1782, Koniuszy Królewski w latach 1804–1806, ambasador w Berlinie i Wiedniu w latach 1793–1794 oraz lord szambelan w latach 1812–1821. Ten ostatni urząd uzyskał dzięki swojej żonie, która wywierała wpływ na decyzje księcia-regenta. Od 1780 r. członek Tajnej Rady.
W 1797 r. rozpoczął budowę Hertford House, w którym obecnie mieści się Wallace Collection.
4 lutego 1768 r. w Londynie, poślubił Alice Elisabeth Windsor (10 maja 1749 – 11 lutego 1772), córkę Henry’ego Hickman-Windsora, 2. wicehrabiego Windsor. Małżeństwo to nie doczekało się potomstwa.
20 maja 1776 r. w Londynie, poślubił Isabellę Anne Ingram-Shepheard (1760 – 12 kwietnia 1836), córkę Charlesa Ingrama, 9. hrabiego Irvine i Frances Shepheard. Francis i Isabella mieli razem jednego syna:
- Francis Charles Seymour-Conway (11 marca 1777 – 1 marca 1842), 3. markiz Hertford